# ديلبرت مان
ديلبرت مان (بالإنجليزية: Delbert Mann)‏ هو نقابي ومنتج أفلام ومخرج أمريكي، ولد في 30 يناير 1920 في لورانس في الولايات المتحدة، وتوفي في 11 نوفمبر 2007 في لوس أنجلوس في الولايات المتحدة بسبب ذات الرئة.

## وصلات خارجية
- ديلبرت مان على موقع IMDb (الإنجليزية)
- ديلبرت مان على موقع الموسوعة البريطانية (الإنجليزية)
- ديلبرت مان على موقع روتن توميتوز (الإنجليزية)
- ديلبرت مان على موقع ألو سيني (الفرنسية)
- ديلبرت مان على موقع تيرنر كلاسيك موفيز (الإنجليزية)
- ديلبرت مان على موقع أول موفي (الإنجليزية)
- ديلبرت مان على موقع قاعدة بيانات برودواي على الإنترنت (الإنجليزية)
- ديلبرت مان على موقع قاعدة بيانات الأفلام السويدية (السويدية)
- ديلبرت مان على موقع إن إن دي بي (الإنجليزية)
- ديلبرت مان على موقع قاعدة بيانات الفيلم (الإنجليزية)